# 孙长永
孙长永（1964年8月—），安徽寿县人，中国法学家。曾任西南政法大学副校长，现任上海交通大学讲席教授。

## 生平
1985年本科毕业于安徽师范大学，1988年于西南政法大学获硕士学位，同年留校工作。2001年于西南政法大学获博士学位。2002年至2003年，任湘潭大学教授。2003年至2023年，于西南政法大学任教，曾任西南政法大学研究生部主任、法律硕士学院院长、学科办主任，西南政法大学党委常委、副校长等职。2023年入职上海交通大学，任凯原法学院讲席教授。

## 学术贡献
主要从事刑事诉讼法、刑事证据法和刑事司法制度研究。主持国家社科基金项目、教育部新世纪优秀人才支持计划项目等项目十余项，发表学术论文100余篇。先后入选“新世纪百千万人才工程国家级人选”、中宣部文化名家暨“四个一批”人才、国家“万人计划”哲学社会科学领军人才等。

## 社会兼职
最高人民检察院专家咨询委员，国务院学位委员会第六届、第七届法学学科评议组成员，中国刑事诉讼法学研究会副会长，中国法学会审判理论研究会常务理事，中华司法研究会理事，全国第四届法律专业学位研究生教育指导委员会委员。

## 著作
- 《侦查程序与人权——比较法考察》（2000年，中国方正出版社）
- 《探索正当程序——比较刑事诉讼法专论》（2005年，中国法制出版社）
- 《沉默权制度研究》（2006年，法律出版社）
- 《刑事证明责任制度研究》（2009年，中国法制出版社）
- 《犯罪嫌疑人的权利保障研究》（2011年，法律出版社）

## 奖励与荣誉
- 2000年，获国务院政府特殊津贴
- 2001年，获国家级教学成果二等奖（第三完成人）
- 2003年，获全国优秀博士学位论文奖[5]
- 2004年，获“重庆市优秀教师”荣誉称号
- 2006年，获重庆市社会科学优秀成果三等奖
- 2007年，获第五届“全国十大杰出青年法学家”称号[6]
- 2009年，入选第二批“当代中国法学名家”
- 2017年，获重庆市教学成果二等奖（第一完成人）
- 2021年，获“重庆英才•优秀科学家”荣誉称号
- 2022年，获重庆市社会科学优秀成果一等奖[7]